# All'una e trentacinque circa
All'una e trentacinque circa è il primo album di Vinicio Capossela, pubblicato il 12 ottobre 1990 grazie all'incontro con Francesco Guccini e Renzo Fantini, che diventerà in seguito il suo produttore.

## Il disco
L'album riceve le attenzioni della critica che lo valutano soprattutto per gli arrangiamenti accattivanti, curati da Antonio Marangolo, il quale ha saputo creare un'intensa magia notturna che è poi l'atmosfera naturale per queste canzoni, e per le atmosfere da "naufrago metropolitano" alla Tom Waits.
Le canzoni sottolineano già la tipicità del cantautore, del suo sound, degli scenari che sceglie, e questo gli permette di vincere la Targa Tenco come migliore opera prima, in ex aequo con Passa la bellezza di Mauro Pagani. Lo stesso Capossela dice: "I suoni fanno da sfondo al mio mondo immaginario. Un mondo pieno di guai, affollato di guitti stralunati, strade chiassose e vecchie macchine". Infatti è riuscito con originalità, ma soprattutto con uno stile già maturo, a raccontare con grande suggestione le sue storie e il suo mondo di naufrago metropolitano la cui linea di orizzonte è fatta di ironia e malinconia.

## Tracce
1. Resta con me – 4:41
2. Una giornata senza pretese – 3:27
3. Quando ti scrivo – 4:03
4. Christmas song – 3:18
5. Pongo sbronzo – 2:56
6. Suite delle quattro ruote – 2:29
7. Scivola vai via – 4:30
8. I vecchi amori – 3:16
9. Stanco e perduto – 3:30
10. Sabato al corallo – 2:58
11. All'una e trentacinque circa – 3:46

## Formazione
- Vinicio Capossela - voce, pianoforte
- Jimmy Villotti - chitarra
- Massimo Pitzianti - bandoneon
- Peppe Consolmagno - percussioni
- Ellade Bandini - batteria
- Mimmo Turone - organo Hammond
- Enrico Lazzarini - contrabbasso
- Emanuele Rossi - violino
- Massimo Barbierato - violino
- Daniele Pagella - viola
- Luciano Girardengo - violoncello
- Marco Tamburini - tromba, flicorno
- Antonio Marangolo - sax

Testi e musiche: Vinicio Capossela
Produzione: Renzo Fantini
Arrangiamenti: Antonio Marangolo